# Spindasis elwesi
Spindasis elwesi är en fjärilsart som beskrevs av Evans 1925. Spindasis elwesi ingår i släktet Spindasis och familjen juvelvingar. Inga underarter finns listade i Catalogue of Life.